# Festuca kolymensis
Festuca kolymensis är en gräsart som beskrevs av Vasiliĭ Petrovich Drobow. Festuca kolymensis ingår i släktet svinglar, och familjen gräs. Inga underarter finns listade i Catalogue of Life.